# امبر لیون
امبر لیون (به انگلیسی: Amber Lyon) روزنامه‌نگار و عکاس آمریکایی است. امبر لیون در دنور متولد شد و در شهر سنت لوئیس بزرگ شد. او در رشته روزنامه‌نگاری از دانشگاه میزوری فارغ‌التحصیل شد. وی در ژوئن ۲۰۱۰ در سی‌ان‌ان مشغول به کار شد.